# Louis Delwarde
Louis Delwarde (1801-1859) est un membre du Congrès national de Belgique. Il y défend le projet d'offrir la couronne du royaume de Belgique à Louis-Philippe.

## Formation
Il fit ses études de droit à l'Université d'État de Louvain